# Ga Suvarnabhumi
Ga Suvarnabhumi (tiếng Thái: สถานีท่าอากาศยานสุวรรณภูมิ) là ga tàu điện Tuyến đường sắt sân bay. Nó phục vụ cho Sân bay Suvarnabhumi, và được tích hợp vào ga hành khách cuối. Nhà ga mở cửa vào tháng 8 năm 2010.

## Bố trí ga
| B1 Vé     | Quầy vé  | Lối thoát 1-2, máy bán vé, Cửa hàng, hướng đi Novotel      |
| B2 Sân ga | Sân ga 1 | Tuyến Thành phố Hướng đi Phaya Thai                        |
| B2 Sân ga | Sân ga   |                                                            |
| B2 Sân ga | Sân ga 2 | Tuyến Thành phố hướng đi Phaya Thai (Sân ga ngừng phục vụ) |
| B2 Sân ga | Sân ga 3 | Tuyến tốc hành hướng đi Makkasan                           |
| B2 Sân ga | Sân ga   |                                                            |
| B2 Sân ga | Sân ga 4 | Tuyến tốc hành hướng đi Makkasan                           |

## Giờ mở dịch vụ
| Hướng đi                   | Đầu                        |                            | Cuối                       |                            |                            |                            |
| Tuyến Thành phố (mỗi ngày) | Tuyến Thành phố (mỗi ngày) | Tuyến Thành phố (mỗi ngày) | Tuyến Thành phố (mỗi ngày) | Tuyến Thành phố (mỗi ngày) | Tuyến Thành phố (mỗi ngày) | Tuyến Thành phố (mỗi ngày) |
| -------------------------- | -------------------------- | -------------------------- | -------------------------- | -------------------------- | -------------------------- | -------------------------- |
| Phaya Thai                 | 06.02                      |                            | 23.51                      |                            |                            |                            |
| Tuyến Thành phố (mỗi ngày) |                            |                            |                            |                            |                            |                            |
| Phaya Thai                 | 06.11                      |                            | 23.51                      |                            |                            |                            |
| Tuyến tốc hành             |                            |                            |                            |                            |                            |                            |
| TỐC HÀNH Makkasan          | 10.00                      |                            | 22.00                      |                            |                            |                            |

Ghi chú: Dịch vụ tốc hành Makkasan cách 60 phút

## Liên kết
- Trang chủ Đường sắt liên kết sân bay SRT Lưu trữ ngày 27 tháng 4 năm 2013 tại Wayback Machine (tiếng Anh)